# Short Message Peer-to-Peer
Il protocollo Short Message Peer-to-Peer (SMPP) è un protocollo aperto, utilizzato nell'industria delle telecomunicazioni, sviluppato per fornire una interfaccia di comunicazione flessibile per il trasferimento di brevi messaggi di testo tra client (anche chiamati External Short Messaging Entities) e centri servizi SMS. 
Il protocollo è spesso utilizzato per consentire a terze parti (in genere fornitori di servizi a valore aggiunto o aggregatori) di inviare SMS, spesso in grandi quantità. Alcune possibili applicazioni includono gli avvisi di messaggi in segreteria telefonica, servizi di paging, servizi di informazioni bancarie e finanziarie, il trasferimento di chiamata e servizi di geolocalizzazione e telemetria. Il protocollo è in grado di gestire tipologie di messaggi tra le quali gli EMS, il cell broadcast, i messaggi WAP incluse le notifiche push, i messaggi USSD e altri. Per la versatilità e il supporto ai protocolli relativi a SMS su reti diverse dal GSM (come l'UMTS), SMPP è il protocollo più utilizzato per scambi di brevi messaggi di testo fuori dalle reti SS7.